# Форон
Форо́н (диизопропилиденацетон) — органическое соединение с химической формулой С9H14O, относящееся к группе кетонов. При стандартных условиях имеет форму кристаллов зелено-желтого цвета. Получают из ацетона и едкого кали вместе с окисью мезитила или же при обработке ацетона соляной кислотой, и последующей обработке спиртовым раствором едкого кали.

## Получение
Впервые был получен в 1837 году в неочищенном виде французским химиком Огюстом Лораном, который назвал его «камфорил». В 1849 году французский химик Шарль Фредерик Жерар и Жан-Пьер Льес-Бодар получили его в чистом виде и назвали его «форон». В обоих случаях форон был получен кетонизацией через сухую дистилляцию кальциевой соли камфорной кислоты:
{\displaystyle \mathrm {C_{10}H_{14}CaO_{4}\longrightarrow C_{9}H_{14}O+CaCO_{3}} }
Также получают при взаимодействии ацетона с соляной кислотой:
Форон можно очищать путем повторной перекристаллизации из этанола или эфира, в которых он растворим.

## Физические свойства
Форон относится к группе кетонов. При стандартных условиях форон представляет собой кристаллы зелено-желтого цвета с температурой плавления 28 °C и с температурой кипения 197 °C, слабо растворимые в воде. Легко воспламеним.

## Химические свойства
Форон взаимодействует с аммиаком, образуя амин триацетона. Также, при накаливании с оксидом фосфора(V) разлагается на ацетон, воду и пропилбензол. С концентрированной серной кислотой взаимодействует с образованием ацетона, воды и мезитилена C9H12, а при перегонке со слабым раствором серной кислоты получается ацетон и окись мезитила. Слабая азотная кислота окисляет форон в уксусную и щавелевую кислоты.

## Применение
Форон используется в качестве растворителя для лаков и красок.